# Marcos José Larrazábal
Marcos José de Larrazábal y Avellaneda (Buenos Aires, 25 de julio de 1710-Córdoba, 1790) fue Gobernador de la Provincia del Paraguay de 1747 a 1749.
Antes de ejercer el cargo, fue un militar con rango de coronel y corregidor de Buenos Aires. En su gobierno se fabricó 8 embarcaciones para una mejor vigilancia de los ríos. Fue suegro del Virrey del Río de la Plata Rafael de Sobremonte y cuñado de José Martín de Echauri, su predecesor en la gobernación de Paraguay.
Sus padres fueron Antonio de Larrazábal y Basualdo, oriundo de Portugalete, País Vasco, donde nació el 14 de febrero de 1678, y su esposa Agustina de Avellaneda y Lavayén, oriunda de Buenos Aires, donde nació el 28 de agosto de 1684. Los Avellaneda-Lavayén eran una familia rioplatense muy importante principalmente de origen vasco, pero también con ancestros en Sevilla y Zaragoza y que además tenían como ancestros más distantes a los conquistadores de Paraguay, Domingo Martínez de Irala y Alonso Riquelme de Guzmán, además de la concubina guaraní de Irala, Leonor Ibotiyú. 
Fue caballero de la Orden de Santiago.
Su esposa fue Josefa Leocadia de la Quintana y Riglos, oriunda de Buenos Aires, donde fue bautizada el 8 de noviembre de 1730 y fallecida en Córdoba el 16 de julio de 1794, hija del coronel Nicolás de la Quintana y Echeverría, nativo de Bilbao, y de su segunda esposa, la porteña Leocadia Francisca Javiera Ignacia de Riglos y Torres Gaete. y hermana de Nicolás José de la Quintana, con quien tuvo dos hijos, Mariano y Juana María.
Falleció en la Córdoba argentina en 1790.